# Stavesacre
Stavesacre es una banda de rock del sur de California formada en 1995. Han lanzado tres álbumes en Tooth & Nail Records -Friction (1995), Absolutes (1997) y Speakeasy (1999)-. Durante ese período la banda ganó una sólida base de fanes por todo Estados Unidos, así como en Europa y Oceanía. En ese entonces la banda era considerada parte de la escena de rock pesado cristiano.
Luego de esos álbumes lanzaron en 2001 la compilación de éxitos Collective. Los primeros tres discos de la banda vendieron en total 90,000 copias.
El descontento tan publicitado que la banda tuvo con la industria de la música cristiana, llevó a la banda a romper con dicha escena.
Luego firmaron con Nitro Records y lanzaron en 2002 su cuarto álbum de estudio titulado (stāvz'ā'kər). Luego la banda terminó su contrato con dicha disquera, lanzando independientemente un DVD en vivo de un concierto grabado en Dallas, Texas, en 2002.
En 2009, Stavesacre lanzó su nuevo EP "Against the Silence" y dio un concierto en el "Cornerstone Festival" en EE. UU.

## Miembros
- Mark Salomon: vocales (1995–presente)
- Ryan Dennee: guitarra, Vocalista de fondo(1999–presente)
- Jeff Bellew: guitarras, vocales de fondo (1995–1999, 2007–presente)
- Dirk Lemmenes: bajo, vocales de fondo (1995–presente)
- Sam West: Batería, Instrumento de percussión (1997–presente)

### Miembro pasados
- Neil Samoy: guitarra (1999–2003)
- Jeremy Moffett: Batería (1995–1996)

## Discografía
| Año  | Título                   | Productora           | Información                                                   |
| ---- | ------------------------ | -------------------- | ------------------------------------------------------------- |
| 1996 | Friction                 | Tooth & Nail Records |                                                               |
| 1997 | Absolutes                | Tooth & Nail Records | Crítica: (en inglés) The Phantom Tollbooth                    |
| 1999 | Speakeasy                | Tooth & Nail Records | Crítica: (en inglés) The Phantom Tollbooth                    |
| 2001 | Split/EP                 | Velvet Blue Music    | EP. Crítica: (en inglés) The Phantom Tollbooth                |
| 2001 | Collective               | Tooth & Nail Records | Recopilación de los mejores éxitos                            |
| 2002 | Live From Deep Ellum     | XS Records           | EP                                                            |
| 2002 | (stāvz'ā'kər)            | Nitro Records        | Crítica: (en inglés) The Phantom Tollbooth                    |
| 2004 | Bull Takes Fighter       | Independiente        | EP, limitado a 1000 ejemplares                                |
| 2005 | Live From Dallas         | Zambooie             | DVD                                                           |
| 2006 | How To Live With A Curse | Abacus Recordings    | Lanzado el 18 de abril de 2006. Crítica: (en francés) Beehave |
| 2009 | Against The Silence      | Zambooie             | EP, (CD+DVD)                                                  |

## Enlaces
- Sitio Oficial
- Stavesacre en Myspace

- Datos: Q3497692